# Casimir Schmidt
Casimir Schmidt (ur. 31 października 1995 w Hoofddorpie) – holenderski gimnastyk, olimpijczyk z Paryża 2024.

## Udział w zawodach międzynarodowych
| Impreza            | Rok  | Miejsce    | Przyrząd             | Przyrząd | Przyrząd | Przyrząd | Przyrząd | Przyrząd | Wielobój     | Wielobój  |   |    |   |
| Impreza            | Rok  | Miejsce    | F                    | PH       | R        | V        | PB       | HB       | indywidualny | drużynowy |   |    |   |
| ------------------ | ---- | ---------- | -------------------- | -------- | -------- | -------- | -------- | -------- | ------------ | --------- | - | -- | - |
| Impreza            | Rok  | Miejsce    | Igrzyska olimpijskie | 2024     | Paryż    | K        | K        | K        | K            | K         | K | 13 | K |
| Mistrzostwa świata | 2013 | Antwerpia  | K                    | K        | K        | —        | K        | K        | 18           | —         |   |    |   |
| Mistrzostwa świata | 2014 | Nanning    | K                    | K        | K        | —        | K        | K        | K            | K         |   |    |   |
| Mistrzostwa świata | 2015 | Glasgow    | K                    | K        | K        | —        | K        | K        | K            | K         |   |    |   |
| Mistrzostwa świata | 2017 | Montreal   | K                    | K        | —        | —        | —        | —        | K            | —         |   |    |   |
| Mistrzostwa świata | 2018 | Doha       | K                    | K        | K        | —        | K        | —        | K            | 8         |   |    |   |
| Mistrzostwa świata | 2019 | Stuttgart  | K                    | K        | K        | —        | K        | K        | K            | K         |   |    |   |
| Mistrzostwa świata | 2021 | Kitakiusiu | DNS                  | DNS      | DNS      | DNS      | DNS      | DNS      | DNS          | DNS       |   |    |   |
| Mistrzostwa świata | 2022 | Liverpool  | K                    | K        | K        | —        | K        | K        | 12           | K         |   |    |   |
| Mistrzostwa świata | 2023 | Antwerpia  | K                    | K        | K        | —        | K        | K        | 17           | K         |   |    |   |

legenda:
- K - nie zakwalifikował się do finału
- — - nie brał udziału